# Road Rash
Road Rash là tên của một loại trò chơi điện tử về đua xe moto của hãng Electronic Arts, trong đó người chơi nhập vai vào một tay đua xe và tham gia vào các cuộc đua trên đường phố một cách bạo lực bất hợp pháp. Trò chơi đã được phát hành bởi hãng Sega Mega Drive/Genesis, nhưng sau đó đã được thay bằng một số hệ thống khác. Loạt sáu trò chơi khác nhau đã được phát hành 1991-1999 và vào năm 2004 (được cấp giấy phép cho Game Boy Advance phát hành). Road Rash và hai phần tiếp theo của nó sau này xuất hiện trên các bộ sưu tập EA Replay cho PSP. Trò chơi này có thể thực hiện trên máy tính cá nhân hoặc hệ máy PS. Chương trình nhỏ gọn chỉ cần giải nén, chạy tập tin (file) giả lập DOS và chơi trên các hệ điều hành XP bình thường. Tên của trò chơi dựa trên thuật ngữ tiếng lóng mô tả sự ma sát gây bỏng nghiêm trọng có thể xảy ra ở một vụ ngã xe máy ở tốc độ cao (ở Việt Nam thường gọi tựa game với cái tên: "Đua xe lậu"). Mặc dù đã được làm từ rất lâu và bây giờ có nhiều dòng game đua xe máy khác nhưng khi chơi lại Road Rash người ta vẫn có thể cảm nhận được sự sôi động của game. Những pha rượt đuổi ngoạn mục gay cấn, những cú đá, đạp, những lần phang dùi cui vào nhau khiến game nổi bật bởi cần có sự khéo léo mới có thể vượt qua đối thủ chứ không đơn thuần là tốc độ.

## Tổng quan
Trong trò chơi này, các tay đua cạnh tranh trong các cuộc đua trên đường bất hợp pháp và phải hoàn thành phần chơi trong 3 vị trí dẫn đầu để được qua màn tiếp theo. Mức độ khó tăng theo các màn, các đối thủ chạy nhanh hơn, chiến đấu khó khăn hơn và các đường đua lâu hơn và nguy hiểm hơn. Người thắng trong mỗi chặng đua được thưởng một số tiền nhất định để mua sắm các xe máy tốt hơn đó là cần thiết để cho cuộc đua khốc liệt. Trò chơi kết thúc nếu người chơi không thể trả tiền cho việc sửa chữa khi xe máy của họ bị hư, hỏng, hoặc không thể nộp tiền phạt khi bị bắt. Trong mỗi màn chơi, các tay đua không những phải chiến đấu với nhau mà phải đối phó với cảnh sát giao thông khi những người này quyết tâm bắt cho được các tay đua. Bên cạnh tốc độ cao, không không gian rộng, nó còn hấp dẫn bởi yếu tố chiến đấu. Người chơi có thể chiến đấu với các tay đua khác với nhiều loại vũ khí hoặc bằng tay hay đạp các tay đua khác khiến họ trật hướng, đâm vào các chướng ngại để loại khỏi vòng chiến đấu. Các tay đua đầu tiên sẽ bắt đầu với chỉ mình hoặc tay chân của mình, hoặc có thể lấy một vũ khí từ tay đua khác. Các loại vũ khí như dùi cui, xích sắt, nhị khúc côn, dao găm. Người chơi phải chú ý đến người đi bộ và những trở ngại bên lề đường vì có thể đâm vào và gây tai nạn. Một số màn cảnh trong trò chơi:
- Sierra Nevada
- Pacific Coast
- Redwood Forest
- Palm Desert
- Grass Valley